# Udvar
Udvar je obec v Maďarsku v župě Baranya v okrese Mohács.

## Poloha
Obec se nachází na rovině, podél evropské silnice E73 (Budapešť-Osijek), podél chorvatských hranic. V Udvaru je důležitý silniční hraniční přechod Udvar – Duboševica (maďarsky Dályok) mezi Maďarskem a Chorvatskem.

## Historie
V době římské říše zde byla důležitá silnice mezi městem Aquincum a Osijekem (tehdy Mursa). První písemná zmínka o obci pochází z roku 1448 (tehdy byla obec uvedena jako „Wdwarth“). Během turecké éry byla vesnice opuštěná. V 18. století zde Němci znovu založili komunitu. V roce 1910 zde podle sčítání lidu žilo 408 obyvatel (381 Němců, 17 Maďarů, 9 Srbů). V letech 1918-1921 obec okupovali Srbové.

## Památky
- Římskokatolický kostel